# Конан (Айти)
Конан (яп. 江南市 Ко:нан-си) — город в Японии, расположенный в северной части префектуры Айти. Основан 1 июня 1954 года путём слияния посёлков Котино, Хотей уезда Нива, Мията и села Кусаи уезда Хагури. Город является центром текстильной и химической промышленностей.
Площадь города составляет 30,17 км², население — 99 215 человек (1 июня 2014), плотность населения — 3288,53 чел./км².

## Достопримечательности
- Храм Мандала
- Храм Онгаку (музыки)
- Хотей Будда
- Мост Айги[3]